# Tepa (Ghana)
Tepa – miasto i stolica dystryktu Ahafo Ano North w regionie Aszanti w Ghanie, leży na północny zachód od Kumasi.